# Geert Van Maele
Geert Van Maele (Brugge, 9 november 1934 – aldaar, 10 augustus 2021) was een Vlaams leraar, logopedist en romanschrijver.

## Levensloop
Geert Van Maele studeerde af als gegradueerde logopedie, licentiaat logopedie en licentiaat taalpsychologie. Hij werd leraar aan het Hoger Technisch Instituut in Brugge.
Hij was hoofdredacteur van het Tijdschrift voor Logopedie en Audiologie.
Toen hij de pensioenleeftijd bereikt had, begon Van Maele verhalen te schrijven en in korte tijd slaagde hij erin zes romans te publiceren.

## Publicaties
- Leren spreken, 1978.
- Vaardig spreken. Gesprekstechniek, 1982.
- Woordenboek voor spraaktechnologie, 1982.
- Oorsprong en ontwikkeling van de kinderspraak, 1983.
- Audiometrie, 1984.
- Handleiding bij de uitspraakleer, 1984.
- De vier seizoenen van Mary, roman, Davidsfonds, 1999.
- De stille revolutie van Mary, roman, Davidsfonds, 2001.
- De twee Mary's, roman, Davidsfonds, 2003.
- Kasteelgeheim, roman, Davidsfonds, 2007.
- Luchtreiziger, roman over Vincent De Groof, Van de Wiele, 2009.
- Saartje Tadema, roman, Davidsfonds.